# Grössjön (Graninge socken, Ångermanland)
Grössjön är en sjö i Sollefteå kommun i Ångermanland och ingår i Ångermanälvens huvudavrinningsområde. Sjön är 27 meter djup, har en yta på 2,26 kvadratkilometer och är belägen 292 meter över havet. Sjön avvattnas av vattendraget Grössjöån.

## Delavrinningsområde
Grössjön ingår i det delavrinningsområde (698903-157028) som SMHI kallar för Utloppet av Grössjön. Medelhöjden är 321 meter över havet och ytan är 11,37 kvadratkilometer. Räknas de 2 avrinningsområdena uppströms in blir den ackumulerade arean 13,14 kvadratkilometer. Grössjöån som avvattnar avrinningsområdet har biflödesordning 4, vilket innebär att vattnet flödar genom totalt 4 vattendrag innan det når havet efter 105 kilometer. Avrinningsområdet består mestadels av skog (67 procent). Avrinningsområdet har 2,26 kvadratkilometer vattenytor vilket ger det en sjöprocent på 19,9 procent.